# Vietcong 2
Vietcong 2 est un jeu vidéo de tir à la première personne ayant pour cadre la guerre du Viêt Nam, sorti en 2005 et fonctionnant sur Windows.
Le jeu a été développé par Pterodon et Illusion Softworks puis édité par 2K Games. Il s'agit du second opus de la série Vietcong.

## Trame
L’histoire se déroule en 1968, pendant l'offensive du Tết. Le joueur incarne Daniel Boone, membre du MACV.
Une seconde campagne, débloquée une fois la campagne américaine terminée, permet au joueur d'incarner une recrue du FNL avant et pendant l'offensive du Tết.

## Accueil
Le jeu a reçu des commentaires mitigés de la part des critiques (59,13 % sur GameRankings, 61% sur Metacritic, 11/20 sur Jeuxvideo.com).